# Ãi (digramme)
Cette page contient des caractères spéciaux ou non latins. S’ils s’affichent mal (▯, ?, etc.), consultez la page d’aide Unicode.
Pour les articles homonymes, voir AI.
Ãi (minuscule ãi) est un digramme de l'alphabet latin composé d'un A tilde (Ã) et d'un I.

## Linguistique
- En portugais le digramme « ãi » représente généralement [ɐ̃ĩ̯].

## Représentation informatique
Comme pour la majorité des digrammes, il n'existe aucun encodage de « ãi » sous la forme d'un seul signe. Il est toujours réalisé en accolant les lettres Ã et I,.